# Rhododendron yushuense
Rhododendron yushuense är en ljungväxtart som beskrevs av Z. J. Zhao. Rhododendron yushuense ingår i släktet rododendron, och familjen ljungväxter. Inga underarter finns listade i Catalogue of Life.